# Nina Otkalenko
Nina Grigoryevna Otkalenko (nacida como Pletnyova; en ruso: Нина Григорьевна Откаленко; 23 de mayo de 1928 – 13 de mayo de 2015) fue una corredora soviética de media distancia. Obtuvo un título europeo en 800 metros en la carrera inaugural del Campeonato Europeo de Atletismo de 1954 y marcó varios récords mundiales en esta competencia entre 1951 y 1954. Se perdió los Juegos Olímpicos de 1952 y 1956 porque no había carreras de media distancia para mujeres en ellos y los de 1960 debido a una lesión.
Otkalenko se convirtió en la corredora más exitosa de los 800 metros en 1950, rompiendo varios récords. Comenzó estableciendo una nueva marca de 2:12,0 en 1951, luego mejoró su prpoio récord cuatro veces más. Encabezó una mejora significativa de las marcas para esta carrera a lo largo de su trayectoria como corredora, siendo su último récord 2:05,0 en 1955, marca que sobrevivió por cinco años hasta que fue batida por su compatriota Lyudmila Shevtsova.
Permaneció como número uno en el mundo en 800 metros todos los años desde 1951 hasta 1958, excepto 1956 y 1957, años en los que estuvo segunda detrás de Lyudmila Lysenko y Yelizaveta Yermolayeva respectivamente. También estableció récords mundiales en 400 metros con un tiempo de 55,5 en 1954 y en 1.000 metros con 4:37,0 en 1952.
Además de sus títulos europeos, ganó medallas en el Festival Mundial de la Juventud y los Estudiantes, ganando dos veces los 800 metros en 1953 y 1955, y obteniendo la medalla de plata en 400 metros en esos mismos años. Tuvo mucho éxito en competencias locales, terminando su carrera con 22 títulos soviéticos en pista y en campo traviesa.